# Близнак
Близна́к (болг. Близнак) — село в Бургаській області Болгарії. Входить до складу громади Малко-Тирново.

## Населення
За даними перепису населення 2011 року у селі проживала 41 особа, усі — болгари.
Розподіл населення за віком у 2011 році:
Динаміка населення: